# (488448) 2016 YC10
(488448) 2016 YC10 es un asteroide perteneciente al cinturón de asteroides, descubierto el 26 de agosto de 2012 por el equipo del Pan-STARRS desde el Observatorio de Haleakala, Hawái, Estados Unidos.

## Designación y nombre
Designado provisionalmente como 2016 YC10.

## Características orbitales
2016 YC10 está situado a una distancia media del Sol de 2,209 ua, pudiendo alejarse hasta 2,422 ua y acercarse hasta 1,996 ua. Su excentricidad es 0,096 y la inclinación orbital 5,694 grados. Emplea 1199,88 días en completar una órbita alrededor del Sol.

## Características físicas
La magnitud absoluta de 2016 YC10 es 17,6.